# Squash aux Jeux du Commonwealth
Les compétitions de squash des Jeux du Commonwealth sont organisées depuis 1998. C'est un des sports du programme principal et doit être inclus à chaque édition.

## Éditions
| Jeux  | Année | Cité hôte    | Pays hôte  | Meilleure nation |
| ----- | ----- | ------------ | ---------- | ---------------- |
| XVI   | 1998  | Kuala Lumpur | Malaisie   | Australie        |
| XVII  | 2002  | Manchester   | Angleterre | Nouvelle-Zélande |
| XVIII | 2006  | Melbourne    | Australie  | Australie        |
| XIX   | 2010  | Delhi        | Inde       | Angleterre       |
| XX    | 2014  | Glasgow      | Écosse     | Australie        |
| XXI   | 2018  | Gold Coast   | Australie  | Nouvelle-Zélande |
| XXII  | 2022  | Birmingham   | Angleterre | Nouvelle-Zélande |

## Palmarès
| Année | Simple hommes   | Simple femmes     | Double hommes                | Double femmes                     | Double mixte                  |
| ----- | --------------- | ----------------- | ---------------------------- | --------------------------------- | ----------------------------- |
| 1998  | Peter Nicol     | Michelle Martin   | Mark Chaloner Paul Johnson   | Cassie Jackman Sue Wright         | Michelle Martin Craig Rowland |
| 2002  | Jonathon Power  | Sarah Fitz-Gerald | Peter Nicol Lee Beachill     | Leilani Rorani Carol Owens        | Leilani Rorani Glen Wilson    |
| 2006  | Peter Nicol     | Natalie Grinham   | Peter Nicol Lee Beachill     | Natalie Grinham Rachael Grinham   | Natalie Grinham Joseph Kneipp |
| 2010  | Nick Matthew    | Nicol David       | Nick Matthew Adrian Grant    | Jaclyn Hawkes Joelle King         | Kasey Brown Cameron Pilley    |
| 2014  | Nick Matthew    | Nicol David       | Cameron Pilley David Palmer  | Dipika Pallikal Joshna Chinappa   | Rachael Grinham David Palmer  |
| 2018  | James Willstrop | Joelle King       | Zac Alexander David Palmer   | Joelle King Amanda Landers-Murphy | Donna Urquhart Cameron Pilley |
| 2022  | Paul Coll       | Georgina Kennedy  | Declan James James Willstrop | Joelle King Amanda Landers-Murphy | Joelle King Paul Coll         |

## Médailles
mise à jour après l'édition 2018
| Rang  | Nation           | Or | Argent | Bronze | Total |
| ----- | ---------------- | -- | ------ | ------ | ----- |
| 1     | Australie        | 11 | 8      | 14     | 33    |
| 2     | Angleterre       | 9  | 14     | 15     | 38    |
| 3     | Nouvelle-Zélande | 5  | 4      | 4      | 13    |
| 4     | Malaisie         | 2  | 1      | 2      | 5     |
| 5     | Inde             | 1  | 2      | 0      | 3     |
| 6     | Canada           | 1  | 1      | 0      | 2     |
| 7     | Écosse           | 1  | 0      | 1      | 2     |
| 8     | Afrique du Sud   | 0  | 0      | 2      | 2     |
| 9     | Pays de Galles   | 0  | 0      | 1      | 1     |
| Total | Total            | 30 | 30     | 40     | 100   |